# De Admirant

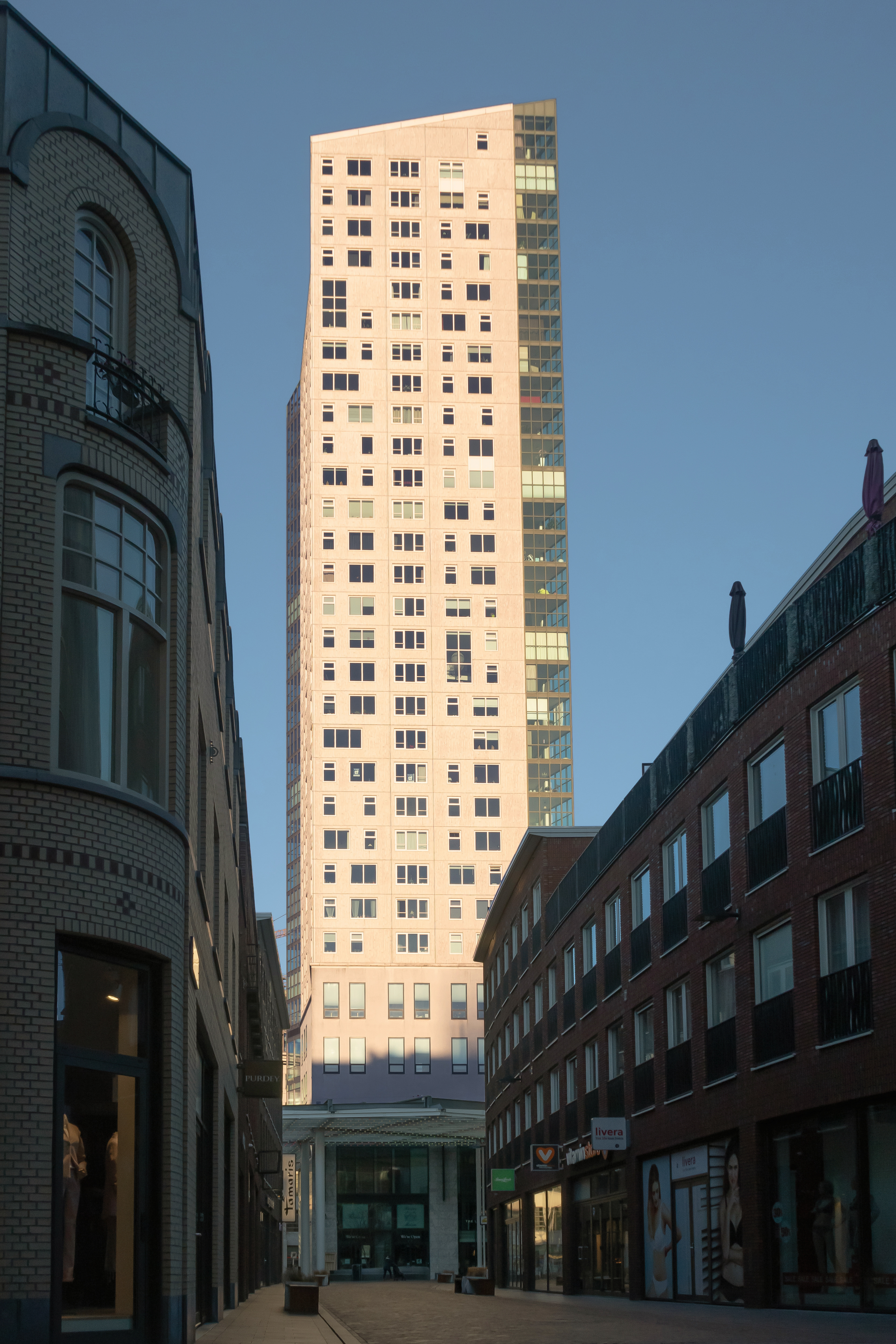
Wohnturm De Admirant

De Admirant ist ein Appartementhochhaus in der niederländischen Stadt Eindhoven. Es wurde in den Jahren 2005/06 von den niederländischen Architekten Cees und Diederik Dam errichtet. Mit einer Höhe von 105 Metern und 31 Geschossen ist es das höchste Gebäude der Nordbrabanter Stadt.
Der Bau des Hochhauses am innerstädtischen Emmasingel erfolgte im Rahmen des Projektes Rond de Admirant, der eine komplette Neugestaltung des Geländes rund um das ehemalige Hauptkantor der Firma Philips (Bruine Heer) bis zum Jahr 2008 vorsieht.
Der Admirant ruht auf einem fünfstöckigen Betonfundament. Darauf wurde der Turm aus vorgefertigten Bauteilen in die Höhe gezogen. In der untersten Etage wurde ein Übergang zum Hauptkantor geschaffen.